# Entoloma abortivum
Entoloma abortivum es un hongo basidiomiceto de la familia Entolomataceae. Su cuerpo fructífero es comestible. Su basónimo, Clitopilus abortivus, le fue asignado por los micólogos Miles Joseph Berkeley y Moses Ashley Curtis. El holandés Marinus Anton Donk le dio su actual denominación en 1949.
Antes se creía que la Armillaria mellea parasitaba la Entoloma. Pero cierta investigación indicó que podría ser una parasitación en sentido inverso, y que la Entoloma pudiera parasitar la Armillaria mellea.
Hay cierto desacuerdo entre recolectores de hongos sobre esto, ya que es común tanto ver las formas abortadas y no abortadas del Entoloma en la madera como en la hojarasca, mientras que la Armillaria generalmente sólo se halla en madera. También se han observado ambas versiones de la Entoloma cuando no hay crecimiento de Armillaria.
Tanto las formas abortadas y no abortadas del Entoloma son comestibles.